# Фатхулла Імад-уль-Малк
Фатхулла (Фаталлах, Фатхуллах) Імад-уль-Малк (перс. فتح الله عماد الملک; д/н — 1504) — 1-й султан Берару у 1490—1504 роках.

## Життєпис
Належав до касти брагманів. Походив з регіону Карнатака. Перебував на службі в Віджаянагарської імперії. Потрапив у полон до бахманідських військ Абд ал-Кадіра Ханджа-хана, тарафа Берару. Був навернутий до ісламу, отримавши ім'я Дар'я Хан. Пізніше обіймав посаду намісника фортеці Гавілгад.
Поступово виявив свої військової здібності, а Гаван сприяв його просуванню кар'єрними щаблями. У 1470-х роках відзначився під час походів бахманідського полководця Махмуда Гавана на південь Індостану. Дослужився до посади сарлаксара (командувача) хабші (абіссинських рабів), а потім отримує титул імад-уль-мульк. Близько 1482 року отримав посаду другого візира.
1486 року організував вбивства Маліка Наїба, який набув значного впливу при молодом султані Махмуд-шах Бахмані, а також був причетний до гибелі Махмуда Гавана. Невдовзі Дар'я Хан отримує посаду тарафа (намісника) Берару, внаслідок чого «партія хабшитів» втратила вплив при дворі. Подальше послаблення султанської влади призвело до прийняття Дар'я Ханом титула маліка (правителя). За ним послідували інші тарафи.
1490 року прийняв титул султана та ім'я Фатхулла, почавши карбувати власну монету. Він заснував свою столицю в Ахалпурі та приєднав Махур до свого нового королівства, а також укріпив фортеці Гавільгад і Нарналу. Успішно протидіяв Касіму Баріду, вакілю Бахманідського султанату, що намагався змусили Фатхуллу знову підкоритися султану Махмуд-шаху. Також боротьба вакіля з іншими маліками, що стали султанами в Голконді, Ахмеднагарі тощо заважала цим планам. 1493 року надав допомогу Маліку Ашруфу, що став незалежним правителем Даулатабаду, витрмиавши облогу ахмеднагарського султана Ахмада Нізам-шаха I. 1499 року долучився до союзу хандеського султана Мірана Аділ-хана II і ахмеднагарського султана Ахмада Нізам-шаха I проти гуджаратського султана Махмуд-шаха I і даулатабадського еміра Маліка Ашруфа. Раптовою нічною атакою Ахмад Нізам-шах I поклав початок битви, що завершилася ніщивною поразкою Махмуд-шаха I.
Спокійно розбудовував державу до самої смерті у 1504 році. Йому спадкував старший син Ала ад-дін Імад-шах.